# Eulenspiegel (Satirezeitschrift 1848–1853)
Der Eulenspiegel mit dem Untertitel „Ein Volks-, Witz- und Carricaturen-Blatt“ war eine deutsche Satirezeitschrift, die zwischen Januar 1848 und Juni 1853 erschien.

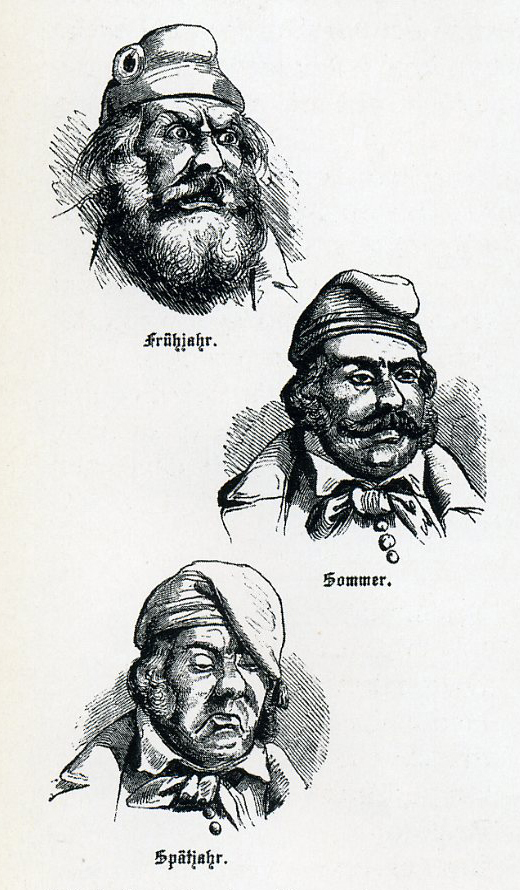
„Michel und seine Kappe im Jahre 48“ ist eine heute häufig abgedruckte Karikatur zur immer passiver werdenden Haltung des deutschen Bürgertums während der Revolution von 1848/49 aus dem Eulenspiegel

Die demokratisch ausgerichtete Zeitschrift wurde von Ludwig Pfau herausgegeben. Das Blatt erschien im Stuttgarter Verlag E. Greiner. Die Zeitschrift erschien monatlich und kostete zwischen 1849 und 1851 13 Kreuzer pro Ausgabe. Pfau hatte damit vollen Erfolg, da er zum rechten Zeitpunkt die Aufbruchsstimmung zu Einheit und Freiheit aufgriff, welche als Forderung der Studenten und des liberalen Bürgertums seit 1815 nun durch das Volk durchgesetzt wurde.
Das Blatt orientierte sich am englischen Punch (zuerst 1841) und den Münchener Fliegenden Blättern (zuerst 1844). Pfau bezeichnete es im Rückblick als „das erste politische Karikaturenblatt in Deutschland“. Tatsächlich scheint es das erste Blatt gewesen zu sein, das nur politische Karikaturen und Texte enthielt. Pfau konzipierte es bewusst mit einem eher groben Humor, um auch die einfachen Schichten zu erreichen.
Die Zeitschrift erschien erstmals einige Wochen vor dem Beginn der Märzrevolution und erwies sich als Verkaufserfolg. Während der Revolution wurde es zu einem wirksamen Propagandablatt für die Ziele der süddeutschen Demokraten. Es war radikaldemokratisch, republikanisch und föderalistisch ausgerichtet. Karikiert wurden konservative Kreise, Kirche, Besitz- und Bildungsbürgertum.
Bereits gegen die erste Ausgabe reichte die preußische Regierung ein Zensurverfahren ein. In fast jeder Ausgabe waren Zensurzeichen zu finden, die von den Blattmachern aber auch als Imagewerbung genutzt wurden. Mit dem Wachsen der antirevolutionären Kräfte nahm seit 1849 auch die Schärfe der Zensur wieder zu.
Pfau erscheint zwar bis 1850 als Herausgeber, war aber nach der Zerschlagung der badischen Revolution in die Schweiz geflohen und konnte keinen Einfluss mehr auf die Zeitschrift nehmen. Die redaktionelle Verantwortung ging auf den ebenfalls demokratisch gesinnten Ludwig Weisser über. Im Juli 1850 folgte der Zeichner Julius Nisle und im Oktober 1850 Heinrich Schmidt. Am Ende war noch für drei Ausgaben ein gewisser F. Binder verantwortlich für den Inhalt, über den man nichts Näheres mehr weiß. Die Behörden versuchten nach dem Ende der Revolution längere Zeit vergeblich das Blatt zu verbieten und verurteilten Pfau 1850 in Abwesenheit zu dreimonatiger Haft und einer Geldstrafe. Dies gelang erst 1853. Versuche in den Jahren 1862 bis 1864, das Blatt neu zu beleben, misslangen.